# Poimenesperus lugens
Poimenesperus lugens är en skalbaggsart som först beskrevs av White 1858.  Poimenesperus lugens ingår i släktet Poimenesperus och familjen långhorningar. Inga underarter finns listade i Catalogue of Life.